# Connersville (Indiana)
Connersville város az USA Indiana államában. Lakosainak száma 13 324 fő (2020. április 1.).

## Népesség
A település népességének változása:

| 2010 | 13 481 |
| 2020 | 13 324 |